# Kościół Przemienienia Pańskiego w Wasilkowie
Kościół pw. Przemienienia Pańskiego w Wasilkowie – murowany, neobarokowy kościół z XIX w., należący do parafii pw. Przemienienia Pańskiego w Wasilkowie, dekanatu Wasilków, metropolii białostockiej, zlokalizowany w Wasilkowie, w województwie podlaskim, w powiecie białostockim. 

## Historia
Wybudowany w latach 1880–1883 według projektu Romualda Lenczewskiego. Podczas II wojny światowej został zniszczony, ale w roku 1944 odbudowany. Do 1961 roku był to kościół parafialny, w latach 1961–1983 – filialny, potem ponownie parafialny. 

## Architektura

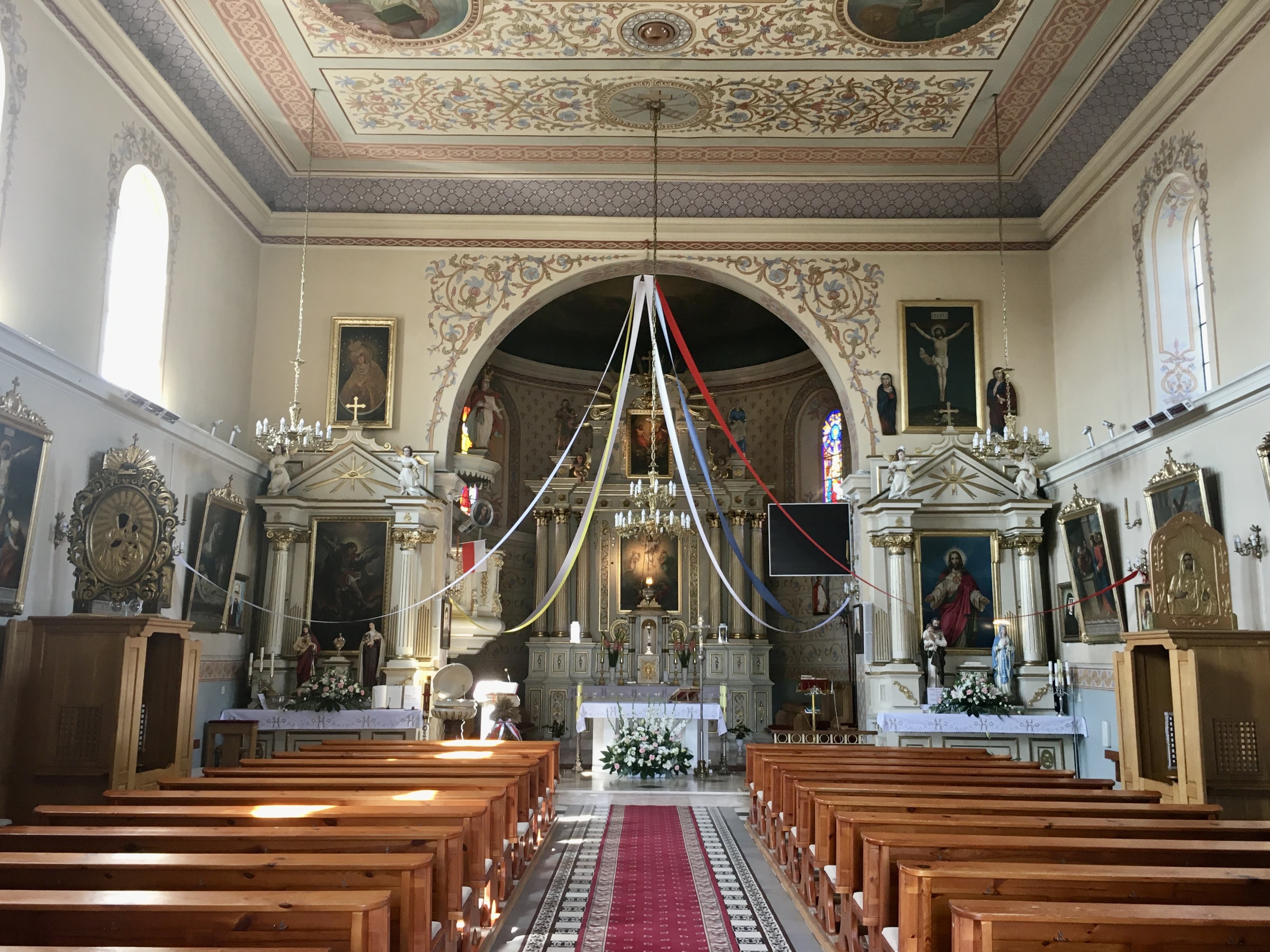
Wnętrze kościoła

Kościół nawiązuje do stylów romańskiego i gotyckiego. Nad jednonawowym kościołem góruje wieża - dzwonnica.

## Wyposażenie
Wewnątrz budynku znajduje się 14 obrazów drogi krzyżowej, rzeźbiony konfesjonał oraz chrzcielnica starsza od kościoła - z 1860 roku.